# Сенченко Олександр Анатолійович
Олекса́ндр Анато́лійович Се́нченко (30 квітня 1967 — 13 серпня 2023) — український дипломат. Тимчасовий повірений у справах України у Вірменії (2022—2023)

## Життєпис
Народився 30 квітня 1967 року. Розпочав свою дипломатичну роботу в МЗС України у 2003 році. Протягом своєї дипломатичної кар'єри він працював на різних посадах в апараті Міністерства у Першому територіальному управлінні, Департаменті євроатлантичного співробітництва та нових викликів, Департаменті секретаріату міністра та Шостому територіальному управлінні МЗС України, а також виїздив у довготермінові відрядження до закордонних дипломатичних установ України, працював першим секретарем Посольства України в РФ, у посольствах в Азербайджанській Республіці та Республіці Вірменії.
З 11.2022 по 08.2023 — Тимчасовий повірений у справах України у Вірменії.
13 серпня 2023 року потонув на 2-му громадському пляжі озера Севан за 25 метрів від берега.